# تایم‌کد (فیلم ۲۰۰۰)
تایم‌کد (انگلیسی: Timecode) فیلمی در ژانر درام به کارگردانی مایک فیگیس است که در سال ۲۰۰۰ منتشر شد.

## بازیگران
- استلان اسکاشگورد
- جین تریپل‌هورن
- سلما هایک
- زاندر برکلی
- لزلی من
- سافرون باروز
- هالی هانتر
- کایل مک‌لاکلن
- ایمی گراهام
- آلساندرو نیوولا
- دنی هوستون
- دافنا کاستنر
- گلن هدلی
- جولیان سندز
- میا مایسترو
- ریچارد ادسون
- استیون وبر
- زلیخا رابینسون
- لاری میت کالف
- گلدن بروکس